# Аксариха (посёлок)
Аксариха — посёлок в Камышловском районе Свердловской области России, входит в состав Восточного сельского поселения.

## Географическое положение
Посёлок Аксариха расположен в 18 километрах (по автодорогам в 22 километрах) к востоку-северо-востоку от города Камышлова и 2 километрах к юго-западу от деревни Кашиной. Через посёлок проходит Транссибирская магистраль. Здесь находится станция Аксариха Свердловской железной дороги.

## Население
| 2002 | 2010 | 2021 |
| ---- | ---- | ---- |
| 39   | ↗58  | ↘10  |